# مفاعل شبه حرج يحركه المسرع
مفاعل شبه حرج يحركه المسرع هو تصميم مفاعل نووي يتكون من اقتران قلب المفاعل النووي دون حرج إلى حد كبير مع مسرع بروتون عالي الطاقة. يمكن أن يستخدم الثوريوم كوقود، وهو أكثر وفرة من اليورانيوم.

## نبذة
سيتم توفير النيوترونات اللازمة للحفاظ على عملية الانشطار بواسطة مسرع جسيمات الذي ينتج النيوترونات عن طريق التشظي.
تعمل هذه النيوترونات على تنشيط الثوريوم، مما يتيح الانشطار دون الحاجة إلى جعل المفاعل حرج.

## الإيجابيات
تتمثل إحدى فوائد هذه المفاعلات في العمر النصفي القصير نسبياً لمنتجاتها من النفايات النووية.

## آلية المفاعل
يؤثر شعاع البروتون عالي الطاقة على الرصاص المنصهر داخل النواة ، أو تقطيع النيوترونات أو «تباعدها» من نواة الرصاص. تقوم نيوترونات التشظي هذه بتحويل الثوريوم المخصب إلى بروتكتينيوم - 233 وبعد 27 يوم إلى يورانيوم انشطاري - 233 ودفع تفاعل الانشطار في اليورانيوم.

## ملاحظة
يمكن لمفاعلات الثوريوم توليد طاقة من بقايا البلوتونيوم التي خلفتها مفاعلات اليورانيوم. لا يتطلب تكرير الثوريوم، على عكس اليورانيوم ولديه عائد نيوتروني أعلى لكل نيوترون ممتص.